# Perg
Perg – miasto powiatowe w Austrii, w kraju związkowym Górna Austria, siedziba powiatu Perg. Liczy 8136 mieszkańców (1 stycznia 2015).

## Współpraca
Miejscowość partnerska:
- Schrobenhausen, Niemcy